# Guaiacol
Guaiacolul este un compus organic natural cu formula C6H4(OH)(OCH3). Este sintetizat de o mare varietate de organisme, precum speciile din genul Guaiacum. Este și un component al creozotului de lemn, al uleiurilor volatile din semințele de țelină, frunzele de tabac și de portocal și în coaja de lămâie. Guaiacolul conferă aromă în cazul unor băuturi, precum: whisky și cafea.

## Obținere
Compusul a fost izolat pentru prima dată de către Otto Unverdorben în anul 1826. Guaiacolul se produce prin metilarea pirocatecolului, utilizând potasă și sulfat de dimetil:
{\displaystyle {\ce {C6H4(OH)2 + (CH3O)2SO2 -> C6H4(OH)(OCH3) + HO(CH3O)SO2}}}
La nivel de laborator, se poate aplica reacția de hidroliză a o-anisidinei, derivată de la anisol, printr-un intermediar sare de diazoniu. Se mai poate aplica dimetilarea pirocatechinei, urmată de demetilare selectivă cu etantiolat sodic:
{\displaystyle {\ce {C6H4(OCH3)2 + C2H5SNa -> C6H4(OCH3)(ONa) + C2H5SCH3}}}

## Proprietăți
Guaiacolul este utilizat ca precursor pentru multe molecule, precum eugenolul. Aproximativ 85% din producția mondială de vanilină se realizează plecând de la guaiacol. Metoda începe cu o reacție de condensare a acidului glioxilic cu guaiacolul (1), obținându-se acidul vanilmandelic (2), care se oxidează la un derivat de acid acid fenilglioxilic (3). Acesta suferă decarboxilare cu formarea de vanilină (4):